# Kasteel van Villegénis
Het Kasteel van Villegénis is een kasteel bij Massy in de regio Île-de-France, niet ver van Parijs. Jérôme Bonaparte stierf hier in 1860.
In de 12e eeuw erft Jean de Massy, zoon van Jean, seigneur de Massy, met zijn twee broers het domein van zijn vader. Hij bouwt er de Villa Johanis op, ook wel Villegénis of Villa Génis genaamd. In 1216 woont Hugues de Villa-Génis er.
In de 14e eeuw heeft het huis vier torens, waaronder een donjon en een smederij. Na een eeuw van oorlog wordt het huis vanaf 1433 bewoond door Thibault Fourquaud, die het Villegenys noemt. Zijn zoon Christophe en zijn kleinzoon Jacques volgen hem op. Jacques verfraait het kasteel vanaf 1502. 
Van 1575 tot 1597 is François de Vigny de kasteelheer en worden de domeinen van hem en zijn echtgenote samengetrokken. Het kasteel blijft in de familie tot het in 1651 door de weduwe van Etienne de Vigny verkocht wordt aan Pierre d'Albertas. Deze vererft het domein in 1697 aan Henri Renaud d' Albertas, die Seigneur de Vigny et de Villegenis wordt.
In 1719 verkoopt Henri Renaud alles aan de magistraat Claude Glucq des Gobelins, die dan seigneur de Villegenis wordt. Deze Claude Glucq is erfgenaam van de Manufacture des Gobelins (opgericht in 1602) en decoreert het kasteel met tapijten en houtsnijwerk, gemaakt door mensen van de Gobelin-fabriek.
In de 18e eeuw wordt het kasteel door diverse adellijke families bewoond tot de Franse Revolutie in 1789 hen verdrijft. Het kasteel raakt beschadigd en wordt geplunderd. Meubels en kunstwerken verdwijnen.
Het einde van de revolutie in 1848 maakt ook een einde aan de verbanning van de familie Bonaparte, die dan naar Frankrijk kan terugkeren. In 1852 koopt Jérôme Bonaparte, jongste broer van Napoleon Bonaparte en van 1807 tot 1813 koning van Westfalen, kasteel Villegenis en laat het uitbreiden. Hij heeft er acht jaar gewoond en overlijdt er in 1860. Zijn zoon Napoléon Joseph Charles blijft er wonen. Dan gaat het naar zijn schoonzoon Alphonse Giroux, en in 1880 naar diens schoonzoon Louis Eugène Bazin-Giroux, notaris in Parijs.
De Amerikaanse staalmagnaat William Ellis Corey, president van de United States Steel Corporation, geeft het kasteel in 1907 als huwelijksgeschenk aan zijn echtgenote Marbelle Gilman. Hij heeft dan net zijn ontslag als president ingediend en zij komen voor hun huwelijksreis op het kasteel en ontvangen er belangrijke gasten.

## De oorlogsjaren
Tot 28 juni 1941 hebben de Duitsers beslag op het domein gelegd, dan trekt het leger naar Rusland. Ze laten veel schade achter. In juli 1944 nemen 1800 Duitsers het domein weer over. In de nacht van 25 op 26 augustus 1944 geven zij zich over aan de Amerikanen.

## Opleidingsinstituut
In 1946 wil de staat het kasteel kopen van de familie Corey. Deze weigeren te verkopen. In 1950 wordt het domein onteigend. Er komt een opleidingscentrum van de Franse luchtmacht. Pas in 1953 wordt de familie Corey schadeloos gesteld.
In 1961 staat het instituut een deel van de grond af aan het Ministerie van Onderwijs, dat er een technische school neerzet.
Van 1969 tot 1970 vinden grote restauraties plaats.
In 1977 wordt het kasteel op de Franse monumentenlijst geplaatst.